# Gadschi Muslimowitsch Gadschijew
Gadschi Muslimowitsch Gadschijew (russisch Гаджи Муслимович Гаджиев; * 28. Oktober 1945 in Buinaksk) ist ein ehemaliger russischer Fußballspieler und -trainer.

## Karriere
1973 wurde Gadschijew bei FC Dynamo Makhachkala als Trainer eingestellt. Gadschijew trainierte später etliche Vereine, dabei so namhafte wie Neftçi Baku, Anschi Machatschkala, Krylja Sowetow Samara und Amkar Perm.
1999 unterschrieb er einen Vertrag beim Zweitligisten Anschi Machatschkala. 1999 feierte er mit dem Verein die Zweitligameisterschaft und den Aufstieg in die erste Liga. 2001 erreichte er das Finale des Russischen Fußballpokals. 2002 wechselte er zum japanischen Erstligisten Sanfrecce Hiroshima. Im Sommer 2002 kehrte er zu Anschi Machatschkala zurück. Am Ende der Premjer-Liga 2002 stieg der Verein in die zweite Liga ab. Von 2003 bis 2006 war er der Trainer des Premjer-Liga Vereins Krylja Sowetow Samara. 2004 wurde er mit dem Verein Tabellendritter der Premjer-Liga und erreichte er das Finale des Russischer Fußballpokal. 2007 wechselte er zu Saturn Ramenskoje. Von 2010 bis 2013 war er außerdem noch bei den Vereinen Anschi Machatschkala, Wolga Nischni Nowgorod und Krylja Sowetow Samara unter Vertrag. 2013 unterschrieb er einen Vertrag bei Anschi Machatschkala. Am Ende der Premjer-Liga 2013/14 stieg der Verein in die zweite Liga ab. Von 2015 bis 2018 war er bei Amkar Perm unter Vertrag. 2016 erreichte er das Halbfinale des Russischer Fußballpokal. 